# Koprolalie
Die Koprolalie (griechisch κοπρολαλία koprolalía – von: κόπρος kópros = „[der] Dung“, „[der] Kot“ und λαλώ laló = „ich rede“) bezeichnet eine „fortgesetzte Neigung, beim Sprechen Ausdrücke und Bilder der Verdauungsvorgänge zu verwenden“. Der Duden bezeichnet Koprolalie als „krankhafte Neigung zum Aussprechen unanständiger, obszöner Wörter (meist aus dem analen Bereich)“.

## Symptom in der Medizin
Der Pschyrembel engt gegenüber Peters ein auf „zwanghaftes Wiederholen von vulgären Ausdrücken aus der Fäkalsprache“. Im Roche-Lexikon der Medizin hingegen: „Koprolalie: ‚Kotsprache‘; Neigung zu Redensarten aus dem Bereich der Verdauungsvorgänge“.
Koprolalie ist als neurologisch-psychiatrisches Symptom bekannt. Eine besondere, geradezu kennzeichnende Bedeutung hat die Koprolalie beim Tourette-Syndrom, wo sie bei etwa 30 % der Betroffenen als komplexe, vokale Ticstörung erscheint, die sich darin äußert, dass der Betroffene plötzlich – ohne erkennbaren Grund oder Zweck sowie willkürlich unbeeinflussbar – unangebrachte oder obszöne Wörter, teilweise mehrmals hintereinander, von sich gibt. Vom Tourette-Syndrom Betroffene erleben dies als impulsiven Zwang, gegen den sie sich kaum bis gar nicht wehren können.

## Stilmittel in der Literatur
Koprolalie taucht auch als – meist bewusst eingesetztes – Stilmittel in der Literatur auf.